# فهرست قطعات خودرو
این صفحه شامل فهرست قطعات خودرو است که عمدتاً در خودروهای مجهز به موتور درون‌سوز مورد استفاده قرار گرفته و در واقع قطعات ساخته‌شده برای خودروها هستند.

## بدنهٔ خودرو و قطعات اصلی

### اجزاء بدنه، شامل شیشه‌ها و تزئینات
- باربند
- باله
  - بالهٔ جلو (باد شکن)
  - بالهٔ عقب (بالچه یا اسپویلر)
- پوشش هستهٔ رادیاتور
- جلوپنجره
- چهرهٔ جلو یا عقب
- در صندوق
- رکاب
- رینگ
  - قالپاق
  - تایر/لاستیک
- سپر
  - سپر نمایان
  - سپر یکپارچه
- ستون
- سطح امکانات/تیپ
- صندوق، صندوق عقب یا محفظهٔ بار
- کاپوت/درپوش موتور
- کولینگ/قاب موتور
- گلگیر
  - گلگیر جلو
  - گلگیر عقب
- قطعات جوشکاری شده
- والانس یا لیپ زیر سپر

### درها
- آب‌بند در
- چفت در
- درپوش مخزن سوخت/باک بنزین (یا فیلتر سوخت/بنزین)
- دستگیره در بیرونی
- دستگیره در داخلی
- قفل در
- قفل مرکزی
- لولا
- ماژول کنترل در
- موتور شیشه بالابر
- میله محافظ ضد نفوذ در
- نوار ضدآب/درزگیر در

### پنجره‌ها
- آب‌بند یا درزگیر پنجره
- برف‌پاک‌کن
  - موتور برف‌پاک‌کن
- رگلاتور پنجره
- سقف بازشو یا سانروف
  - ریل سقف بازشو/سانروف
  - شیشهٔ سقف بازشو
  - موتور سقف بازشو/سانروف
- شیشه
- شیشه جلو یا بادگیر
- شیشهٔ درها
- شیشه لَچَکی
- موتور شیشه‌های جانبی

## قطعات برقی و الکترونیکی

### دستگاه‌های صوتی و تصویری
- آنتن
  - سیم/کابل آنتن
- بلندگو، باند یا اسپیکر
- رادیو و پخش رسانه‌ای
- تیونر یا گیرندهٔ آنتن
- ساب‌ووفر
- پخش‌کنندهٔ ویدئو

### دوربین‌ها
- داش‌کم یا دوربین داشبورد
- دوربین دنده عقب

### سامانه برق‌رسانی
- آلترناتور یا دینام
- باتری
  - آب مقطر
  - باتری عملکردی
  - ترمینال سیم‌کشی باتری
  - جعبه باتری
  - سامانهٔ مدیریت باتری
  - سرباتری
  - سولفوریک اسید (H2SO4)
  - سینی باتری
  - صفحه/پایه باتری
  - کابل باتری
- تنظیم‌کننده ولتاژ

### درجه‌هاو اندازه‌گیرها
- آب‌سنج
- آمپرسنج
- درجه دما یا دماسنج
- درجه خلاء/مکش
- درجه سوخت
- درجهٔ فشار روغن
- فشنگی دمای آب
- دورسنج موتور یا تاکومتر
- سرعت‌سنج
- شیب‌سنج
- فشارسنج باد تایر
- فشارسنج/مانومتر
- کیلومترشمار، اودومتر یا مایلومتر
- نیروسنج
- ولت‌سنج

### سامانه جرقه‌زنی
- جعبه احتراق
- دلکو
  - در دلکو
- سوپاپ مغناطیسی/مگنت احتراق
- شمع
- شمع گرمکن
- کنترل‌کنندهٔ الکترونیکی تایمینگ/زمان‌بندی
- کوئل یا سیم پیچ احتراق
  - وایر اتصال کوئل
- وایر شمع

### سامانه‌های روشنایی و علامت‌دهی
- چراغ پلاک (یا چراغ نمره)
- چراغ جلو
  - موتور چراغ جلو
- چراغ حرکت در روز
- چراغ داخلی یا چراغ سقف
- چراغ راهنما
- چراغ شاخص
- چراغ عقب
  - پوشش/طلق چراغ عقب
- چراغ کنار
- روشنایی محفظهٔ موتور
- مه‌شکن
- نورافکن

### حسگرها
- حسگر اکسیژن (O2)
- حسگر ترمز ضدقفل (ای‌بی‌اس)
- حسگر جریان هوا
- حسگر دمای مایع خنک‌کننده
- حسگر سرعت
- حسگر سرعت جعبه‌دندهٔ خودکار
- حسگر سطح روغن
- حسگر سطح سوخت
- حسگر فشار روغن
- حسگر فشار سوخت
- حسگر فشار مطلق منیفولد (یا حسگر مپ)
- حسگر کوبش
- حسگرهای کیسه هوا
- حسگر موقعیت دریچه گاز
- حسگر موقعیت میل‌بادامک
- حسگر موقعیت میل‌لنگ
- حسگر نور

### سامانه‌های استارت
- استارت (یا استارتر)
  - چرخ‌دندهٔ استارت
  - سولنوید استارت
  - محرک استارت
  - موتور استارت
- شمع گرم‌کن

### کلیدهای برقی
- باتری
- پوشش سوئیچ
- ترموستات
- رلهٔ فن
- سوئیچ احتراق/استارت
- سوئیچ ایمنی غیرعامل
- سوئیچ در
- سوئیچ قفل فرمان
- قاب کلیدها
- قطعات و متعلقات سامانهٔ استارت
- کلید شیشه بالابر برقی
- مغزی سوئیچ

### سیم‌کشی و دسته‌سیم‌ها
- دسته‌سیم ادوات داخلی
- دسته‌سیم اصلی (یا سیم‌کشی مادر)
- دسته‌سیم سامانهٔ تهویه مطبوع
- دسته‌سیم کنترل
- دسته‌سیم موتور
- سیم‌کشی کف کابین

### متفرقه
- آژیر و زنگ خطر
- اتصال به زمین
- اتصال در
- بهبود دهندهٔ تعویض دنده
- تراشهٔ عملکرد
- دستگیرهٔ سقفی
- رایانهٔ جعبه‌دنده
- رایانهٔ مدیریت سامانه بازدارنده سرعت (کروز کنترل)
- رایانهٔ مدیریت شاسی
- سامانهٔ رایانش و مدیریت موتور
- سامانهٔ قفل مرکزی
- سامانه ناوبری/ابزار راهیابی جی‌پی‌اس
- سوکت/اتصال رله
- سوکت‌های سیم‌کشی/دسته‌سیم
- فیوز
  - جعبه فیوز یا جعبه تقسیم
- قفل از راه دور
- کالیبراتور سرعت‌سنج
- کنترل‌کنندهٔ سرعت
- ماژول کنترل کیسه‌های هوا
- نمایشگر عملکرد
- واحد فرمان موتور (ئی‌سی‌یو)
- بیگ۳

## فضای داخلی

### قطعات و اجزاء کف کابین
- فرش، کف‌پوش و سایر مواد مورد استفاده برای پوشش کف
- کنسول میانی (جلو و عقب)

### اجزاء دیگر
- تله (محفظهٔ مخفی)
- رول کیج یا اکسو کیج

### نشیمن
- اتصال‌دهنده‌ها
- براکت صندلی
- پشتیبان سر یا پشت سری
- روکش صندلی
- ریل صندلی یا پایهٔ صندلی
- زیر آرنجی
- صندلی ایمنی کودک
- صندلی مستقل یا صندلی گود
- صندلی مسطح یا صندلی نیمکتی
- کمربند ایمنی
- سایر اجزاء صندلی

## پیشرانه وشاسی

### سامانه ترمز
- آستر لنت
- اهرم ترمز پارک (ترمز دستی)
- تقویت‌کننده/بوستر مکشی ترمز
- پدال ترمز
- پمپ ترمز
- پیستون ترمز
- پیچ چرخ
- تایر یا لاستیک
- ترمز لغزش محدود
- چراغ هشدار ترمز
- خودمهارگر ترمز یا سرووی ترمز
- دیسک ترمز
- روتور ترمز
- روغن ترمز
- سازوکار تنظیم
- سامانهٔ ترمز دو مداری
- سامانهٔ ترمز ضد قفل (ای‌بی‌اس)
  - پین فولادی ای‌بی‌اس
  - حسگر جلو-چپ
  - حسگر جلو-راست
  - حسگر عقب-چپ
  - حسگر عقب-راست
  - مدار موتور ای‌بی‌سی
  - سیستم تایمینگ متغیر سوپاپ
- سوپاپ ترکیب
- سوپاپ تشخیص وزن وارده
- سوپاپ تفاضل فشار
- سوپاپ تناسب
- سوپاپ سنجش
- سوزن هواگیری
- سیلندر اصلی
- سیلندر ترمز یا سیلندر چرخ
- سینی پشتیبان ترمز
- شلنگ‌ها
  - شلنگ حامی ترمز
  - شلنگ کانال ترمز
  - شلنگ نایلونی ترمز بادی
- صفحهٔ پشتیبان ترمز
- فنرهای نگهدارنده یا گیره‌ای
- کاسه ترمز
- کالیپر ترمز
- کانال خنک‌کنندهٔ ترمز
- کفشک ترمز
  - آستر لنت
  - اتصالات کفشک ترمز
  - فنر بازگشت کفشک
- لنت ترمز
- لنگر
- لولهٔ ترمز
- مخزن روغن ترمز
- واحد تقویت‌کنندهٔ هیدرولیکی

### قطعات و اجزاء موتور
- بلوک سیلندر یا تنهٔ موتور
- پوشش میل‌لنگ
- پولی پمپ آب/واتر پمپ
- پولی میل‌لنگ
- پیستون
  - بوش پین پیستون
  - پین پیستون و پین میل‌لنگ
  - رینگ پیستون و بست حلقه‌ای
- تسمه پروانه یا تسمهٔ فن
- تسمه تایم
- تسمه مارپیچ (با نام تسمه دینام نیز شناخته می‌شود)
- توربوشارژر و سوپرشارژر
- درپوش راکر
- در سوپاپ
- دسته موتور
- دلکو
  - در دلکو
- رام موتور یا گهوارهٔ موتور
- سرسیلندر
  - پوشش سرسیلندر
  - واشر سرسیلندر یا درزبند سرسیلندر
- سوپاپ (با نام سوپاپ پاپت نیز شناخته می‌شود)
- سوپاپ پی‌سی‌وی (سوپاپ تهویه مثبت پوشش میل‌لنگ)
- سوپاپ موتور
- شاتون
  - بست شاتون
  - واشر شاتون
  - یاتاقان/بلبرینگ شاتون
- عایق روغن میل‌لنگ
- غلاف ورودی هوا
- غلتانک راکر
- فنر سوپاپ
- فیلر
- کانال هوا
- گژن پین یا انگشتی
- لرزش‌گیر/خنثی‌ساز لرزش موتور
- متعادل‌کنندهٔ هارمونیک
- محفظهٔ سوپاپ
- منیفولد ورودی هوا
- موتور استارت
  - چرخ‌دندهٔ استارت
  - رینگ استارت
- میل بادامک
  - اتصالات میل بادامک
  - تغییردهندهٔ فاز میل بادامک
  - دنبال‌گر میل بادامک
  - صفحهٔ قفل میل بادامک
  - میله فشار میل بادامک
  - واشر/حلقه فاصله میل بادامک
  - یاتاقان/بلبرینگ میل بادامک
- میل‌لنگ
- واشر سوپاپ یا درزگیر سوپاپ
- هیتر یا گرم‌کننده

### سامانهخنک‌کاری موتور
- واتر پمپ یا پمپ آب
- تسمه پروانه
- تیغه فن
- دمنده هوا
- رادیاتور
  - بست رادیاتور
  - پوشش رادیاتور (فن)
  - ترموستات
  - درپوش فشار رادیاتور
  - مخزن سرریز
  - واشر/گسکت رادیاتور
- زانویی آب
  - اورینگ زانویی آب
- شلنگ مایع خنک‌کننده
- فن/پروانه خنک‌کننده
- کلاچ فن
- لولهٔ آب
- مخزن آب
- واشر/گسکت پمپ آب

### روغن‌کاری و روان‌کاری موتور
- پمپ روغن/اویل پمپ
- صافی روغن
- فیلتر روغن
- کارتل/سینی روغن
- لولهٔ روغن
- واشر روغن

### سیستم اگزوز
- براکت و گیرهٔ اگزوز
- حلقهٔ فاصله
- رزوناتور
- سپر حرارتی
- صداخفه‌کن (مافلر)
- لولهٔ اگزوز
- مبدل کاتالیست
- منیفولد اگزوز
- نوار و عایق حرارت
- واشر اگزوز
- واشر منیفولد اگزوز
- واشر مهرهٔ اگزوز

### سامانه سوخت‌رسانی
- انژکتور سوخت
  - نازل انژکتور سوخت
- بدنهٔ دریچه گاز
- پالایشگر سوخت/فیلتر بنزین
  - درزگیر پالایشگر سوخت
- پمپ سوخت/پمپ بنزین
  - واشر پمپ سوخت
- پیل سوختی
  - اجزاء پیل سوختی
- توزیع‌کنندهٔ سوخت
- جداساز آب از سوخت
- خط سوخت
- خنک‌کنندهٔ سوخت
- درپوش باک/مخزن سوخت
- رگلاتور فشار سوخت
- ریل سوخت
- سوپاپ بازچرخانی گاز اگزوز (ئی‌جی‌آر)
- فیلتر هوا
- کابل ساسات
- کاربراتور
  - قطعات کاربراتور
- مجموعه سامانهٔ ال‌پی‌جی (گاز مایع)
- مخزن سوخت/باک بنزین
  - پوشش مخزن سوخت
- منیفولد ورودی
  - واشر منیفولد ورودی

### سامانه‌هایتعلیقو هدایت خودرو
- اتصال جانبی
- اتصال میل موج‌گیر
- استرات
- بازوی آزاد
- بازوی پیت-من
- بازوی خمیده
- بازوی دنباله‌دار
- بازوی فرمان
- بست و اتصالات تعلیق
- جعبه فرمان
- دوک
- رک فرمان
- سیبک تعلیق
- شاه‌پین
- شفت فرمان
- طَبَق یا بازوی کنترل
- غربیلک فرمان
- فنر
  - سیبک فرمان
  - شمش و فنر شمشی سهموی
  - فنر بادی
  - فنر پیچشی
  - فنر لاستیکی
  - فنر مارپیچ
- کمک‌فنر
- مجموعه ستون فرمان
- مجموعه و اجزاء فرمان خودکار
- محور انتهایی
- محور ثابت
- محور یا اَکسل
- میلهٔ الصاقی
- میلهٔ پن-هارد
- میله‌ها و اتصالات تعادل

### سامانهانتقال قدرت
- پدال قابل تنظیم
- جعبه‌دنده
- جعبه‌دنده کمکی
- چرخ‌دندهٔ انتقال قدرت
- چرخ‌دندهٔ جناحی
- چرخ‌دندهٔ سرعت‌سنج
- چرخ‌دندهٔ فرمان
- چرخ‌دندهٔ هرزگرد
- چرخ لنگر یا چرخ طیار
  - چرخ‌دندهٔ حلقه‌ای چرخ لنگر
- درزبند و پیستون رابط جعبه‌دنده
- دنده
  - پمپ دنده
  - دسته‌دنده (اهرم دنده یا اهرم تعویض دنده)
  - رینگ دنده
  - کوپلینگ دنده
- دوشاخ دنده
- دیفرانسیل
  - چرخ‌دندهٔ دیفرانسیل
  - درزبند دیفرانسیل
  - کلاهک دیفرانسیل
  - محفظهٔ دیفرانسیل
    - بلبرینگ چرخ‌دنده‌ای
    - پوسته دیفرانسیل
    - چرخ‌دنده‌های عنکبوتی
    - کلاچ دیفرانسیل
- سگ‌دست
- سیلندر اصلی
- سینی جعبه‌دنده
- شفت خروجی
- فنر جعبه‌دنده
- کابل تعویض دنده
- کاهش‌دهندهٔ سرعت
- ماهک
- مبدل گشتاور
- مجموعه پولوس
- مجموعه دندهٔ سیارکی
- مجموعه کلاچ
  - اهرم کلاچ
  - ردیف کلاچ
    - پدال کلاچ
    - صفحه کلاچ
    - فنر کلاچ
    - کفشک کلاچ

  - دوشاخ کلاچ
  - دیسک کلاچ
  - سیم کلاچ
  - شلنگ کلاچ
  - فن کلاچ
- محفظهٔ جعبه‌دنده/پوسته گیربکس
- محور جعبه‌دنده
- مفصل همه‌کاره
- میل کاردان
- ناب تعویض دنده

## سایر بخش‌ها و قطعات خودرو

### سامانه تهویه مطبوع
- اواپراتور یا تبخیرکنندهٔ تهویه مطبوع
- خنک‌کنندهٔ تهویه مطبوع
- رلهٔ تهویه مطبوع
- سوپاپ انبساط تهویه مطبوع
- سوپاپ تهویه مطبوع
- سوپاپ شرودر تهویه مطبوع
- سوپاپ کم‌فشار تهویه مطبوع
- شلنگ تخلیهٔ تهویه مطبوع
- شلنگ تهویه مطبوع
- شلنگ وکیوم/مکش تهویه مطبوع
- فیلتر کابین تهویه مطبوع
- فیلتر کندانسور تهویه مطبوع
- کلاچ تهویه مطبوع
- کندانسور تهویه مطبوع
- کیت تهویه مطبوع
- گیرندهٔ گاز تهویه مطبوع

### یاتاقان‌ها
- بلبرینگ شیار دار
- یاتاقان/بلبرینگ چرخ
- یاتاقان سوزنی
- یاتاقان غلافی
- یاتاقان غلتشی

### شلنگ‌ها
- شلنگ بخار سوخت/بنزین
- شلنگ تقویت‌شده (شلنگ فشار بالا)
- شلنگ رادیاتور
- شلنگ تقویت‌نشده

### سایر قطعات و بخش‌های متفرقه
- آفتاب‌گیر/سایه‌بان
- آینه‌ها
- اتصال‌دهنده‌ها
- اورینگ‌ها
- برچسب‌ها
- بوق و بوق شیپوری
- پلاک نام
- پوشش پرچ‌ها
  - براکت پلاک/نمرهٔ خودرو
- پیچ
- چسب نواری و فویل
- داشبورد
  - جعبه داشبورد/جعبهٔ دستکش
  - کنسول میانی
- واشر یا درزبند: سر سیلندر، قالب‌گیری شده و پروفیل
- درزگیر دینامیکی
- رنگ
- زبانهٔ دوسر پرچ
- فاصله پرکن یا ورقهٔ لایی
- قطعات قالب‌گیری شدهٔ تزریقی
- کابل‌ها
  - کابل سرعت‌سنج
  - کابل صندوق پران و کاپوت پران
- کیسه هوا
- لاستیک (قالب‌گیری شده و شکل‌داده شده)
- لوگو (نشان‌واره)
- مهره‌ها
  - مهره شش‌ضلعی
  - مهره لبه‌دار
- میخ‌پرچ
- میل فرمان کوتاه (اتصال کششی)
- نشانگرهای پشت فرمان (آمپرهای پشت فرمان)
- واشرها
- هولدر/نگهدارندهٔ تلفن همراه